# Comarca de Monteiro
A Comarca de Monteiro é uma comarca de segunda entrância.
Faz parte da 5ª Região com sede no município de Monteiro, no estado da Paraíba, Brasil, há 301 quilômetros da capital.
Também fazem parte dela os municípios de Camalaú, São João do Tigre, São Sebastião do Umbuzeiro e Zabelê.
No ano de 2016, o número de eleitores inscritos na referida comarca foi de 42 343.